# Samuel Atkins Eliot

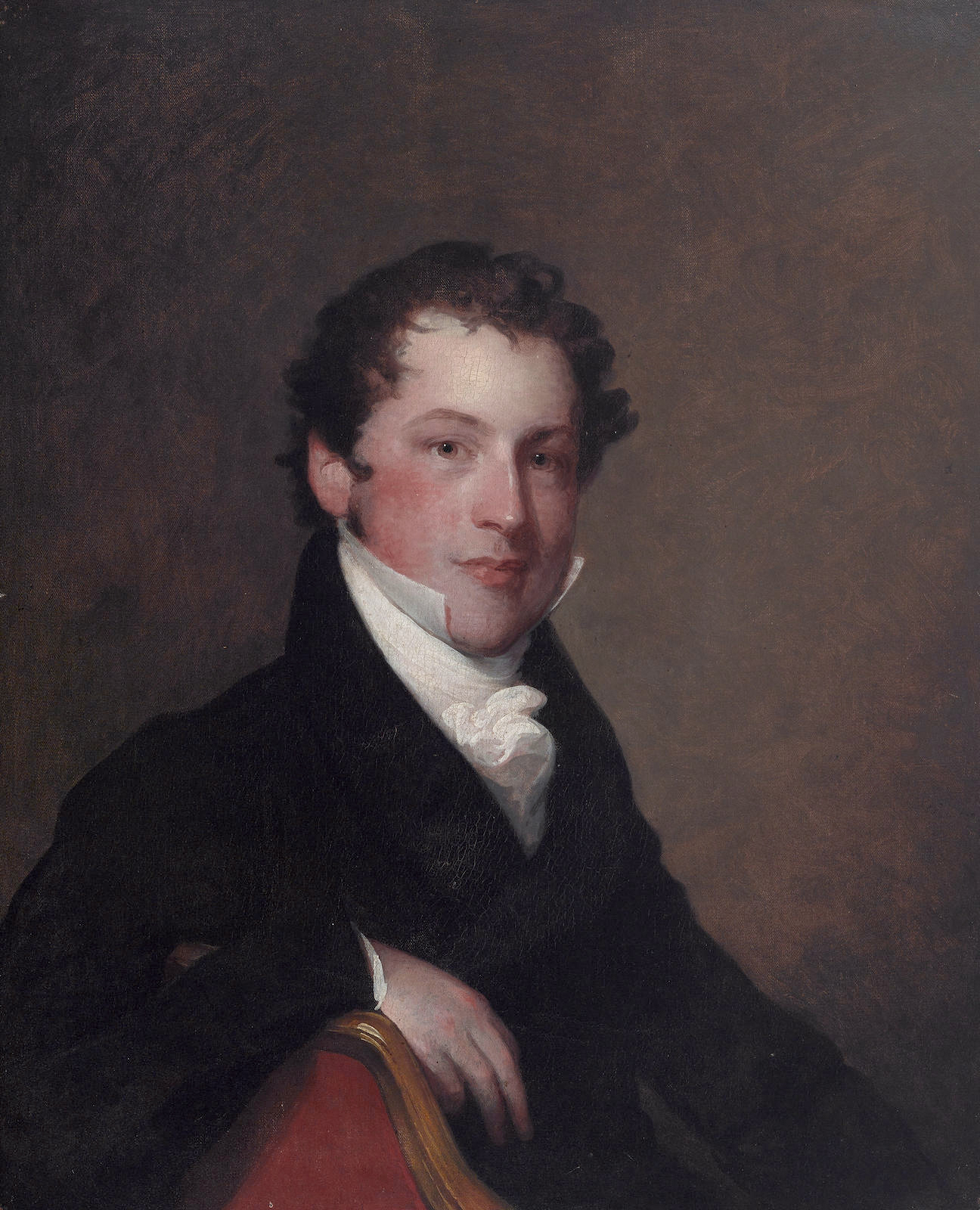
Samuel Atkins Eliot (Gilbert Stuart)

Samuel Atkins Eliot (* 5. März 1798 in Boston, Massachusetts; † 29. Januar 1862 in Cambridge, Massachusetts) war ein US-amerikanischer Politiker. In den Jahren 1850 und 1851 vertrat er den Bundesstaat Massachusetts im US-Repräsentantenhaus.

## Werdegang
Samuel Eliot war der Sohn des Bostoner Kaufmanns Samuel Eliot. Er besuchte die Boston Latin School und studierte danach bis 1817 an der Harvard University. Anschließend besuchte er bis 1820 die ebenfalls zur Harvard University gehörende Divinity School. In den 1830er Jahren schlug er als Mitglied der Whig Party eine politische Laufbahn ein. Zwischen 1834 und 1837 war er Abgeordneter im Repräsentantenhaus von Massachusetts. Danach bekleidete er zwischen 1837 und 1839 das Amt des Bürgermeisters der Stadt Boston, wo er in dieser Eigenschaft eine Berufsfeuerwehr gründete. In den Jahren 1843 und 1844 saß Eliot im Senat von Massachusetts. 1847 wurde er in die American Academy of Arts and Sciences gewählt.
Nach dem Rücktritt des Abgeordneten Robert Charles Winthrop wurde Eliot bei der fälligen Nachwahl für den ersten Sitz von Massachusetts als dessen Nachfolger in das US-Repräsentantenhaus in Washington, D.C. gewählt, wo er am 22. August 1850 sein neues Mandat antrat. Da er bei den regulären Wahlen des Jahres 1850 auf eine weitere Kandidatur verzichtete, konnte er bis zum 3. März 1851 nur die laufende Legislaturperiode im Kongress beenden. Bereits seit 1842 bis 1853, also auch während seiner Zeit als Kongressabgeordneter, war Eliot Kämmerer der Harvard University. Seit 1820 war er mit Mary Lyman verheiratet, mit der er sechs Kinder hatte. Der Sohn Charles William Eliot (1834–1926) war von 1869 bis 1909 Präsident der Harvard University. Samuel Eliot starb am 29. Januar 1862 in Cambridge. Sein Urenkel Thomas H. Eliot (1907–1991) wurde ebenfalls Kongressabgeordneter.